# Jasna (osada)
Jasna – osada w Polsce, w województwie pomorskim, w powiecie sztumskim, w gminie Dzierzgoń.
W latach 1975–1998 miejscowość administracyjnie należała do województwa elbląskiego.